# Camponotus landolti
Camponotus landolti är en myrart som beskrevs av Auguste-Henri Forel 1879. Camponotus landolti ingår i släktet hästmyror, och familjen myror. Inga underarter finns listade.